# Keith Roberts
Keith John Kingston Roberts (* 20. September 1935 in Kettering, Northamptonshire; † 5. Oktober 2000 in Salisbury, Wiltshire) war ein britischer Science-Fiction-Autor und Illustrator. Er veröffentlichte auch unter den Pseudonymen Alistair Bevan, John Kingston und David Stringer.

## Leben
Keith Roberts studierte Kunst und erwarb 1956 das Diplom in Design, besuchte anschließend das Leicester College of Arts. Er arbeitete längere Zeit als Grafiker in der Werbebranche, einem Gebiet, dem er auch noch später treu blieb. In den 1960er Jahren wirkte er bei der Herstellung von Trickfilmen mit und trat als Coverkünstler in britischen SF-Magazinen in Erscheinung. Roberts’ erste beiden Kurzgeschichten veröffentlichte er 1964 im britischen SF-Magazin Science Fantasy, bei dem er 1966 selbst Herausgeber wurde (es hieß zu diesem Zeitpunkt Impulse). Weitere Erzählungen von Roberts erschienen in Folge auch im Magazin New Worlds.
Dem Erstlingsroman The Furies (1966, dt. Der Neptun-Test, Goldmann) folgte bereits zwei Jahre später sein wohl wichtigster Roman: Pavane, zu deutsch zunächst vertrieben als Die folgenschwere Ermordung Ihrer Majestät Königin Elisabeth I., spätere Auflagen unter dem Originaltitel.
In Pavane geht es um eine Alternativwelt, in der Königin Elisabeth I. ermordet wurde und die spanische Armada siegreich war. England ist deshalb in Folge im 20. Jahrhundert durch die Herrschaft der Katholischen Kirche geprägt.
Im Jahre 1990 wurde ihm die Diagnose Multiple Sklerose gestellt, zehn Jahre später erlag er den Folgen der Krankheit.

## Auszeichnungen
- 1983: BSFA Award für die Kurzgeschichte Kitemaster
- 1984: Interzone Readers Poll für die Kurzgeschichte Kitemaster
- 1987: BSFA Award für die Illustrationen zu The Clocktower Girl in Kaeti & Company und für die Kurzgeschichte Kaeti and the Hangman

## Bibliografie
Kaeti (Kurzgeschichten)
- Kaeti’s Apocalypse (1986, Erzählung)
- Kaeti & Company (1986, Sammlung)
- Kaeti on Tour (1992, Sammlung)

Einzelromane
- The Furies (1966)
  - Deutsch: Der Neptun-Test. Übersetzt von Hans-Ulrich Nichau. Goldmann, München 1967.
- Pavane (1968, Fix-up)
  - Deutsch: Die folgenschwere Ermordung Ihrer Majestät Königin Elisabeth I. Übersetzt von Thomas Schlück. Heyne, München 1977, ISBN 3-453-30393-8. Spätere Auflagen unter dem Titel: Pavane, 1984, ISBN 3-453-31034-9; 1993, ISBN 3-453-06224-8.
- The boat of fate (1971)
  - Deutsch: Das Boot des Schicksals. Übersetzt von Christa Schlang. Marion von Schröder Verlag, Düsseldorf 1980, ISBN 3-547-77803-4. Taschenbuchausgabe: Moewig, Rastatt 1987, ISBN 3-8118-2445-7.
- Anita (1970, Fix-up)
  - Deutsch: Die Hexe Anita. Übersetzt von Gerhard Beckmann. dtv, München 1996, ISBN 3-423-12127-0.
- The Inner Wheel (1970)
  - Deutsch: Homo Gestalt. Übersetzt von Hans Maeter. Bastei-Lübbe, Bergisch Gladbach 1980, ISBN 3-404-22025-0.
- The Boat of Fate (1971)
- Molly Zero (1980)
  - Deutsch: Molly Zero. Übersetzt von Peter Pape. Heyne, München 1993, ISBN 3-453-06216-7.
- Kiteworld (1985)
  - Deutsch: Drachenpiloten. Übersetzt von Horst Pukallus. Heyne, München 1991, ISBN 3-453-05406-7.
- Gráinne (1987)
- The Road to Paradise (1988)
- The Event (1989)

Sammlungen
- Machines and Men (1973)
  - Deutsch: Maschinen und Menschen. Übersetzt von Tony Westermayr. Goldmann, München 1980, ISBN 3-442-23343-7.
- The Chalk Giants (1974)
  - Deutsch: Die Kreideriesen. Übersetzt von Maike Blinde. Bastei-Lübbe, Bergisch Gladbach 1981, ISBN 3-404-22038-2.
- The Grain Kings (1976)
  - Deutsch: Die neuen Götter. Übersetzt von Tony Westermayr. Goldmann, München 1979, ISBN 3-442-23327-5.
- The Passing of the Dragons (1977)
- Ladies from Hell (1979)
  - Deutsch: Die Revolution der Windmühlen. Übersetzt von Tony Westermayr. Goldmann, München 1981, ISBN 3-442-23378-X.
- The Lordly Ones (1986)
- A Heron Caught in Weeds (1987)
- Winterwood: And Other Hauntings (1989)

Sachliteratur
- Irish Encounters (1988)
- The Natural History of the P. H. (1988)
- Lemady: Episodes of a Writer’s Life (1997)

## Kritik
- Karsten Kruschel über Drachenpiloten: „Die literarische Qualität von Keith Roberts gründet sich weniger auf originelle SF-Ideen, ausgeklügelte Gimmicks oder actionbetonte Spannung. Er ist ein souveräner Zeichner plastischer Landschaften und ein romantischer Erzähler packender Geschichten, die sich in der Regel erst im Kopf des Lesers abrunden und vervollständigen; hier spürt man den Künstler, der in England auch für seine unkonventionelle Cover Art bekannt ist." "Eine seltsame, interessante, zugleich abstoßende und faszinierend poetische Welt wird von Roberts aufgeblättert und einem unvermeidlichen Untergang preisgegeben – in der Hoffnung, dem Leser würden die eigenen Dämonen wenn nicht weniger lästig, so doch vielleicht verständlich.“ ([1])